# Коль га-ам
«Коль га-ам» (івр. קול העם, «Голос народу») — івритомовна газета в Підмандатній Палестині та Ізраїлі. Спочатку її видавала Комуністична партія Палестини, а потім її наступниця, Комуністична партія Ізраїлю.

## Історія
Заснована 1937 року. Естер Віленська, членкиня партії, стала редакторкою газети у 1943 році, а головною редакторкою — у 1947 році. Другий чоловік Віленської, Цві Брайдштайн, також був редактором газети.
У 1953 році «Коль га-ам» і її арабомовна сестринська газета «Аль-Ітіхад» опублікували суперечливу статтю про Корейську війну, в результаті якої міністр внутрішніх справ Ісраель Роках наказав закрити газету на 15 днів. Газети подали клопотання до Верховного Суду, який постановив, що відсторонення було оформлено неправильно та має бути скасовано. У постанові було використано положення з Декларації незалежності при обґрунтуванні рішення з питань свободи слова, і це вперше Декларацію використали як інструмент для тлумачення. Таким чином, суд скасував рішення Високого суду у справі 10/48 «Зеєв проти Ґуберніка», що метою Декларації незалежності було виключно проголошення створення Держави Ізраїль. У 1992 році принципи Декларації незалежності були офіційно включені до Основного закону: «Гідність і свобода людини», що надало Декларації формальний конституційний статус.
Те, що стало відомим як «рішення „Коль га-ам“», також створило прецедент, що газети можна закривати лише за наявності «майже певної» загрози національній безпеці.
У 1975 році газета припинила виходити.